# Dierama luteoalbidum
Dierama luteoalbidum es una especie de planta fanerógama perteneciente a la familia Iridaceae. 

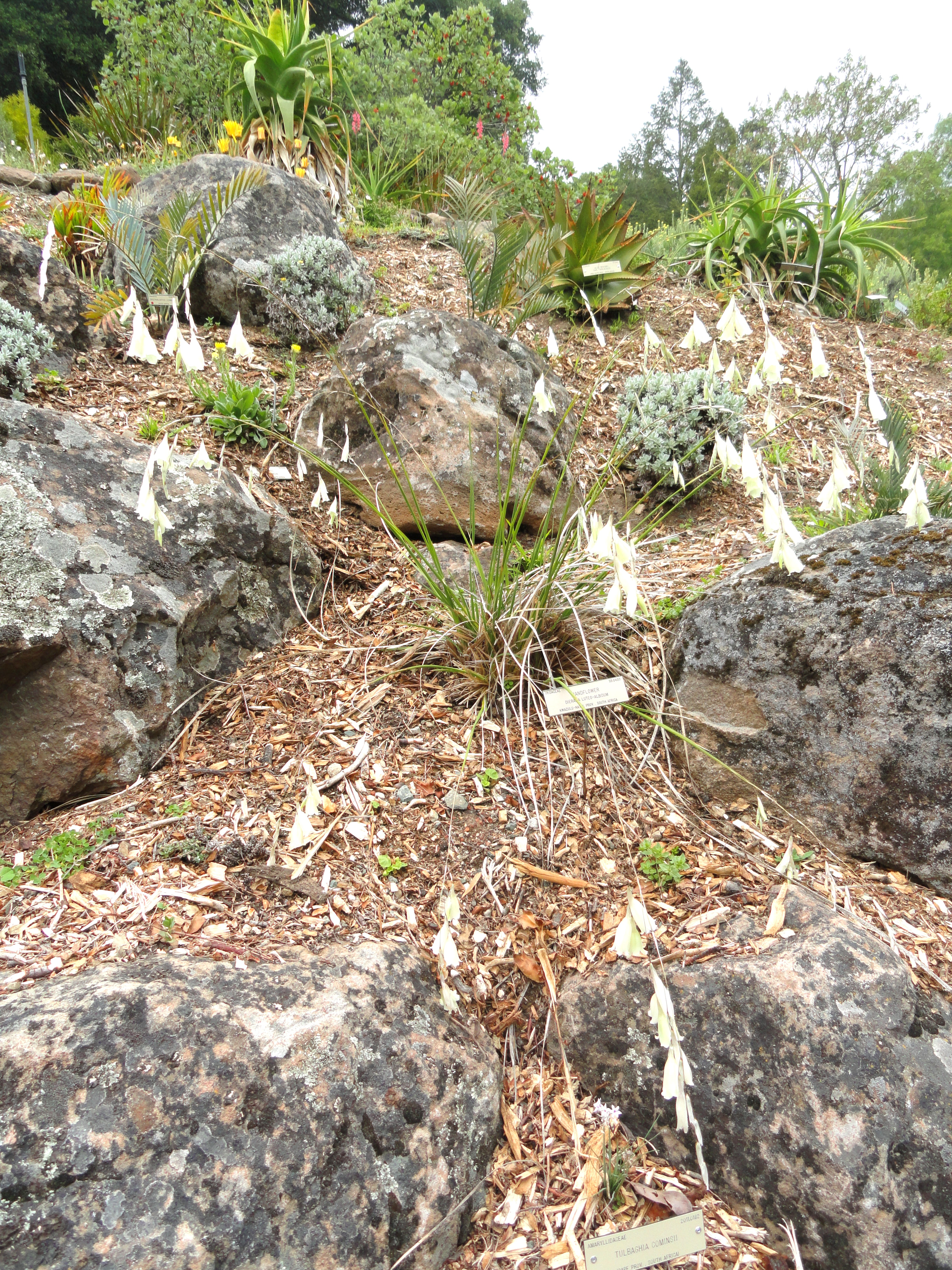
En su hábitat

## Descripción
Es una planta herbácea perennifolia, geofita que alcanza un tamaño de 0.65 - 1.2 m  de altura a una altitud de ? - 1370  metros en Sudáfrica,

## Taxonomía
Dierama luteoalbidum fue descrita por  Friedrich Wilhelm Klatt y publicado en Flowering Plants of South Africa 22: t. 845. 1942.
Etimología
Dierama nombre genérico que deriva del griego: dierama, que significa "embudo", y alude a la forma de la flor.
luteoalbidum: epíteto latíno que significa "amarillo dorado".